# Gerhard Gustmann
Gerhard Gustmann (Bonn, 13 agosto 1910 – Bonn, 30 marzo 1992) è stato un canottiere tedesco.

## Palmarès

### Olimpiadi
- 1 medaglia:
  - 1 oro (Berlino 1936 nel due con)

### Europei
- 2 medaglie:
  - 1 oro (Amsterdam 1937 nel due con)
  - 1 argento (Milano 1938 nel due con)